# Лапло (кантон)
Лапло́ (фр. Lapleau) — кантон во Франции, находится в регионе Лимузен, департамент Коррез. Входит в состав округа Тюль.
Код INSEE кантона — 1913. Всего в кантон Лапло входят 8 коммун, из них главной коммуной является Лапло.

## Коммуны кантона
| Коммуна                | Население, чел. (2007) | Почтовый индекс | Код INSEE |
| ---------------------- | ---------------------- | --------------- | --------- |
| Лаваль-сюр-Люзеж       | 91                     | 19550           | 19111     |
| Лапло                  | 408                    | 19550           | 19106     |
| Латронш                | 134                    | 19160           | 19110     |
| Лафаж-сюр-Сомбр        | 121                    | 19320           | 19097     |
| Сент-Илер-Фуассак      | 214                    | 19550           | 19208     |
| Сен-Мер-де-Лапло       | 130                    | 19320           | 19225     |
| Сен-Панталеон-де-Лапло | 68                     | 19160           | 19228     |
| Сурсак                 | 484                    | 19550           | 19264     |

## Население
Население кантона на 2007 год составляло 1 650 человек.
| 1962  | 1968  | 1975  | 1982  | 1990  | 1999  | 2006  | 2007  |
| ----- | ----- | ----- | ----- | ----- | ----- | ----- | ----- |
| 2 525 | 2 847 | 2 467 | 2 113 | 1 883 | 1 827 | 1 677 | 1 650 |